# آریستید بنویت زوگبو
آریستید بنویت زوگبو (فرانسوی: Aristide Benoît Zogbo‎؛ زادهٔ ۳۰ دسامبر ۱۹۸۱) دروازه‌بان فوتبال اهل ساحل عاج است.

## تیم ملی
وی عضو تیم ملی فوتبال ساحل عاج در جام جهانی فوتبال ۲۰۱۰ بوده است.